# Заречный (хутор, Октябрьский район)
Заре́чный — хутор в Октябрьском районе Ростовской области.
Входит в состав Коммунарского сельского поселения.

## Население
| 2010 |
| ---- |
| 510  |

## Улицы
На хуторе имеются две улицы — Заречная и Промышленная.